# Jimmy il Fenomeno
Jimmy il Fenomeno, pseudonimo di Origene Luigi Soffrano (Lucera, 22 aprile 1932 – Milano, 6 agosto 2018), è stato un attore e comico italiano.
Attore caratterista, non ha mai ricoperto ruoli da protagonista. È ricordato per il viso dall'espressione inconfondibile, lo sguardo strabico, la parlata dialettale e la sconclusionata risata.

## Biografia
(Totò a Jimmy il Fenomeno durante la lavorazione del film Gambe d'oro.)
Nasce il 22 aprile 1932 a Lucera, un comune in provincia di Foggia da Alfonso, barbiere, e Partorina, casalinga.
Il suo esordio nel cinema risale al 1957, quando l'attore di fotoromanzi Rosario Borelli lo porta a fare un provino alla Titanus con altri aspiranti attori del foggiano. Viene ingaggiato di lì a venti giorni per il film con Totò, Gambe d'oro, con un compenso di 25 000 lire. Il nome d'arte Jimmy il Fenomeno gli viene suggerito dalla produttrice Vania Protti, prima moglie di Teddy Reno, quando viene ingaggiato per il musicarello Io bacio... tu baci.
In quasi cinquant'anni di carriera, grazie anche alla sua fama di portafortuna, ha partecipato a oltre 150 film, partendo da quelli interpretati da Totò e Aldo Fabrizi per arrivare alla commedia sexy all'italiana degli anni settanta; in essi ha ricoperto molteplici ruoli, che vanno dal postino alla suora, dall'erotomane al bidello. Negli anni 1980 sbarca in televisione, partecipando al fortunato programma Drive In di Antonio Ricci, come spalla di Ezio Greggio. Nello stesso periodo si afferma come portafortuna anche nel mondo del calcio, e spesso lo si trovava in Lega o al mercato accanto ai dirigenti, diventandone la mascotte e firmando autografi.

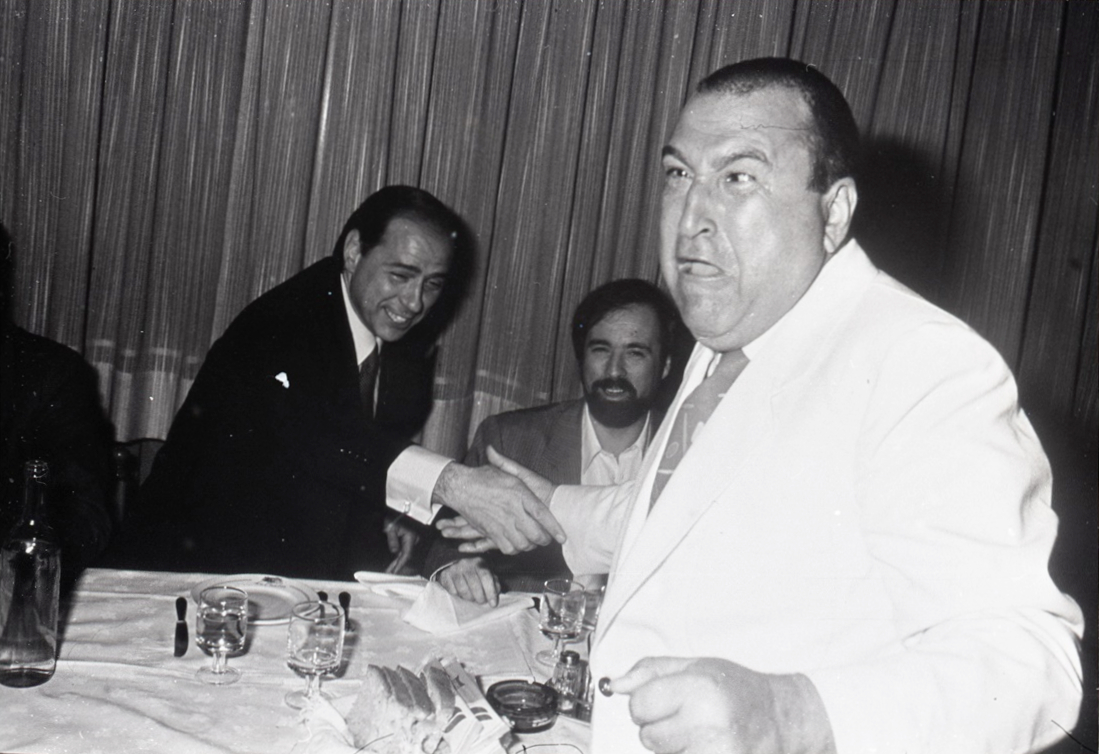
Jimmy il Fenomeno con Silvio Berlusconi e Antonio Ricci nel 1981

A metà degli anni novanta si trasferisce da Roma a Milano presso l'Hotel Cervo, di proprietà del figlio di un suo vecchio amico. In seguito sopraggiungono problemi di salute che compromettono la sua capacità di camminare, cosicché è stato costretto a muoversi su una sedia a rotelle. Abbandonata l'attività professionale, dal 2003 è stato ospite presso la residenza per anziani, "Casa di riposo per coniugi", nel quartiere Corvetto di Milano, dove muore il 6 agosto 2018 ad 86 anni, dopo aver tentato senza successo, otto anni prima, di ricevere il sussidio previsto dalla Legge Bacchelli, avviando una raccolta fondi via Facebook con l'assistenza del fratello Mario e di un amico.
Dopo le esequie, caratterizzate dall'assenza degli attori che avevano lavorato con lui, è stato sepolto nel cimitero di Chiaravalle a Milano.

## Filmografia
- Gambe d'oro, regia di Turi Vasile (1958)
- Tu che ne dici?, regia di Silvio Amadio (1960)
- Pugni pupe e marinai, regia di Daniele D'Anza (1961)
- Io bacio... tu baci, regia di Piero Vivarelli (1961)
- Il federale, regia di Luciano Salce (1961)
- Ercole alla conquista di Atlantide, regia di Vittorio Cottafavi (1961)
- Giorno per giorno, disperatamente, regia di Alfredo Giannetti (1961)
- Il mantenuto, regia di Ugo Tognazzi (1961)
- Una domenica d'estate, regia di Giulio Petroni (1962)
- La voglia matta, regia di Luciano Salce (1962)
- La cuccagna, regia di Luciano Salce (1962)
- Colpo gobbo all'italiana, regia di Lucio Fulci (1962)
- Il cambio della guardia, regia di Giorgio Bianchi (1963)
- Il monaco di Monza, regia di Sergio Corbucci (1963)
- Uno strano tipo, regia di Lucio Fulci (1963)
- Le monachine, regia di Luciano Salce (1963)
- Queste pazze, pazze donne, regia di Marino Girolami (1964)
- Scandali nudi, regia di Enzo Di Gianni (1964)
- I marziani hanno 12 mani, regia di Castellano e Pipolo (1964)
- L'ultimo gladiatore, regia di Umberto Lenzi (1964)
- I figli del leopardo, regia di Sergio Corbucci (1965)
- Lola Colt - Faccia a faccia con El Diablo, regia di Siro Marcellini (1967)
- Riderà (Cuore matto), regia di Bruno Corbucci (1967)
- Marinai in coperta, regia di Bruno Corbucci (1967)
- Cuore matto... matto da legare, regia di Mario Amendola (1967)
- 10.000 dollari per un massacro, regia di Romolo Guerrieri (1967)
- Totò ye ye, regia di Daniele D'Anza (1967)
- Il medico della mutua, regia di Luigi Zampa (1968)
- La morte non ha sesso, regia di Massimo Dallamano (1968)
- Spara, Gringo, spara, regia di Bruno Corbucci (1968)
- Sissignore, regia di Ugo Tognazzi (1968)
- Vedo nudo, regia di Dino Risi (1969)
- Le calde notti di Poppea, regia di Guido Malatesta (1969)
- Nel giorno del Signore, regia di Mario Amendola e Bruno Corbucci (1970)
- Ultimo tango a Zagarol, regia di Nando Cicero (1973)
- Tutti figli di Mammasantissima, regia di Alfio Caltabiano (1973)
- Ku-Fu? Dalla Sicilia con furore, regia di Nando Cicero (1973)
- Bisturi - La mafia bianca, regia di Luigi Zampa (1973)
- Paolo il freddo, regia di Ciccio Ingrassia (1974)
- L'erotomane, regia di Marco Vicario (1974)
- L'eroe, regia di Manuel De Sica – film TV (1974)
- Il lumacone, regia di Paolo Cavara (1974)
- Amore mio, non farmi male, regia di Vittorio Sindoni (1974)
- Sesso in testa, regia di Sergio Ammirata (1974)
- Alla mia cara mamma nel giorno del suo compleanno, regia di Luciano Salce (1974)
- L'esorciccio, regia di Ciccio Ingrassia (1975)
- La poliziotta fa carriera, regia di Michele Massimo Tarantini (1975)
- Il giustiziere di mezzogiorno, regia di Mario Amendola (1975)
- Colpo in canna, regia di Fernando Di Leo (1975)
- Scusi Eminenza... posso sposarmi?, regia di Salvatore Bugnatelli (1975)
- Fantozzi, regia di Luciano Salce (1975)
- Sorbole... che romagnola, regia di Alfredo Rizzo (1976)
- Passi furtivi in una notte boia, regia di Vincenzo Rigo (1976)
- Il comune senso del pudore, regia di Alberto Sordi (1976)
- La dottoressa del distretto militare, regia di Nando Cicero (1976)
- Scandalo in famiglia, regia di Marcello Andrei (1976)
- C'è una spia nel mio letto, regia di Luigi Petrini (1976)
- Squadra antitruffa, regia di Bruno Corbucci (1977)
- La banda del trucido, regia di Stelvio Massi (1977)
- Doppio delitto, regia di Steno (1977)
- La banda del gobbo, regia di Umberto Lenzi (1977)
- Le braghe del padrone, regia di Flavio Mogherini (1978)
- La malavita attacca... la polizia risponde!, regia di Mario Caiano (1978)
- La febbre americana, regia di Claudio De Molinis (1978)
- Incontri molto ravvicinati... del quarto tipo, regia di Mario Gariazzo (1978)
- L'insegnante va in collegio, regia di Mariano Laurenti (1978)
- La liceale nella classe dei ripetenti, regia di Mariano Laurenti (1978)
- L'insegnante viene a casa, regia di Michele Massimo Tarantini (1978)
- La soldatessa alle grandi manovre, regia di Nando Cicero (1978)
- Liquirizia, regia di Salvatore Samperi (1979)
- Dove vai se il vizietto non ce l'hai?, regia di Marino Girolami (1979)
- Brillantina rock, regia di Michele Massimo Tarantini (1979)
- Assassinio sul Tevere, regia di Bruno Corbucci (1979)
- L'infermiera di notte, regia di Mariano Laurenti (1979)
- La liceale seduce i professori, regia di Mariano Laurenti (1979)
- La poliziotta della squadra del buon costume, regia di Michele Massimo Tarantini (1979)
- Maschio, femmina, fiore, frutto, regia di Ruggero Miti (1979)
- Scusi lei è normale?, regia di Umberto Lenzi (1979)
- L'infermiera nella corsia dei militari, regia di Mariano Laurenti (1979)
- Arrivano i gatti, regia di Carlo Vanzina (1980)
- Sono fotogenico, regia di Dino Risi (1980)
- L'insegnante al mare con tutta la classe, regia di Michele Massimo Tarantini (1980)
- La ripetente fa l'occhietto al preside, regia di Mariano Laurenti (1980)
- La settimana bianca, regia di Mariano Laurenti (1980)
- Delitto a Porta Romana, regia di Bruno Corbucci (1980)
- Fico d'India, regia di Steno (1980)
- Mia moglie è una strega, regia di Castellano e Pipolo (1980)
- Il bisbetico domato, regia di Castellano e Pipolo (1980)
- Mia moglie torna a scuola, regia di Giuliano Carnimeo (1981)
- L'onorevole con l'amante sotto il letto, regia di Mariano Laurenti (1981)
- I fichissimi, regia di Carlo Vanzina (1981)
- I carabbimatti, regia di Giuliano Carnimeo (1981)
- La settimana al mare, regia di Mariano Laurenti (1981)
- Caligola e Messalina, regia di Vincent Dawn (1981)
- Innamorato pazzo, regia di Castellano e Pipolo (1981)
- Pierino il fichissimo, regia di Alessandro Metz (1981)
- Bomber, regia di Michele Lupo (1982)
- Viuuulentemente mia, regia di Carlo Vanzina (1982)
- Vieni avanti cretino, regia di Luciano Salce (1982)
- Si ringrazia la regione Puglia per averci fornito i milanesi, regia di Mariano Laurenti (1982)
- Giovani, belle... probabilmente ricche, regia di Michele Massimo Tarantini (1982)
- È forte un casino!, regia di Alessandro Metz (1982)
- Quella peste di Pierina, regia di Michele Massimo Tarantini (1982)
- W la foca, regia di Nando Cicero (1982)
- Eccezzziunale... veramente, regia di Carlo Vanzina (1982)
- Attila flagello di Dio, regia di Castellano e Pipolo (1982)
- Buona come il pane, regia di Riccardo Sesani (1982)
- La sai l'ultima sui matti?, regia di Mariano Laurenti (1982)
- Il diavolo e l'acquasanta, regia di Bruno Corbucci (1983)
- Acapulco, prima spiaggia... a sinistra, regia di Sergio Martino (1983)
- Acqua e sapone, regia di Carlo Verdone (1983)
- Segni particolari: bellissimo, regia di Castellano e Pipolo (1983)
- Sapore di mare 2 - Un anno dopo, regia di Bruno Cortini (1983)
- Mi faccia causa, regia di Steno (1984)
- Il ragazzo di campagna, regia di Castellano e Pipolo (1984)
- Cuori nella tormenta, regia di Enrico Oldoini (1984)
- Amarsi un po'..., regia di Carlo Vanzina (1984)
- Vacanze in America, regia di Carlo Vanzina (1984)
- Delitto in Formula Uno, regia di Bruno Corbucci (1984)
- Massimamente folle, regia di Marcello Troiani (1985)
- Il ragazzo del Pony Express, regia di Franco Amurri (1986)
- Superfantozzi, regia di Neri Parenti (1986)
- Fotoromanzo, regia di Mariano Laurenti (1986)
- Animali metropolitani, regia di Steno (1987)
- Bellifreschi, regia di Enrico Oldoini (1987)
- I ragazzi della 3ª C – serie TV, episodio 1x11 (1987)
- Rimini Rimini - Un anno dopo, regia di Bruno Corbucci (1988)
- Ho vinto la lotteria di capodanno, regia di Neri Parenti (1989)
- Pierino torna a scuola, regia di Mariano Laurenti (1990)
- Il muro di gomma, regia di Marco Risi (1991)
- Vacanze di Natale '91, regia di Enrico Oldoini (1991)
- Saint Tropez - Saint Tropez, regia di Castellano e Pipolo (1992)
- Fantozzi in paradiso, regia di Neri Parenti (1993)
- Jolly Blu, regia di Stefano Salvati (1998)
- Jimmy e i suoi fenomeni, regia di Gianni De Mare e Dario De Rosario – cortometraggio (2006)